# Sortåret hvidvinge
Sortåret hvidvinge (Aporia crataegi) er en sommerfugl i hvidvingefamilien. Det er en af de større dagsommerfugle. Arten er vidt udbredt i Europa og findes desuden i Nordvestafrika og gennem Asien til Japan. Sortåret hvidvinge foretrækker åbne skove, krat og levende hegn med tjørn og røn. Den kaldes også hvidtjørnens sommerfugl.

## Forekomst i Danmark
I Danmark svinger antallet af sommerfuglen meget. De første individer kommer frem omkring 20. maj og sommerfuglen forsvinder igen omkring 1. august. Sortåret hvidvinge ses mest i Jylland, øst og syd for Limfjorden, mens det er næsten 50 år siden den sidst blev set på Øerne. Men sommerfuglen er i fremgang og findes nu på Samsø, hvorfra den måske kan sprede sig til f.eks. Nordfyn.

## Udseende
Sortåret hvidvinge er en smule større end den almindelige store kålsommerfugl. Hannen er tydeligt sort og hvid, mens hunnen kan have mere brunlige tegninger, og hendes hvide skæl kan være næsten helt gnedet af, så hun virker gennemsigtig. Hunnen er noget større end hannen og har rundere vinger.

## Beskrivelse
- Aporia crataegi ♂
- Aporia crataegi ♂ △
- Aporia crataegi  ♀
- Aporia crataegi  ♀ △

## Livscyklus
Efter 2-3 uger klækkes æggene. Larverne lever i små kolonier sammen på værtstræet. I september spinder de blade sammen og overvintrer flere larver tæt sammen i skjulet. I april kommer larverne frem igen og æder videre. Efter 14 dage som puppe kommer den voksne sommerfugl frem i maj – juni.

## Foderplanter
Tjørn, almindelig røn, slåen, æble, pære, mirabel og blomme.